# Championnat d'Antigua-et-Barbuda de football 2001-2002
Navigation
Saison précédente Saison suivante
La saison 2001-2002 du Championnat d'Antigua-et-Barbuda de football est la trente-et-unième édition de la Premier Division, le championnat de première division à Antigua-et-Barbuda. Les douze formations de l'élite sont regroupées au sein d'une poule unique où elles s'affrontent deux fois, à domicile et à l'extérieur. En fin de saison, pour permettre le passage du championnat à 10 clubs, les quatre derniers du classement sont relégués et remplacés par les deux meilleurs clubs de First Division.
C'est le Parham FC qui remporte la compétition cette saison après avoir terminé en tête du classement final, avec quatre points d'avance sur le quadruple tenant du titre, Empire FC. Il s’agit du deuxième titre de champion d'Antigua-et-Barbuda de l'histoire du club.

## Les clubs participants
- Empire FC
- Jennings United FC
- Bullets FC
- Hoppers FC - Promu de First Division
- Freemansville FC - Promu de First Division
- Future Stars FC
- Old Road FC
- Bassa SC
- Parham FC
- English Harbour FC
- Villa Lions FC
- SAP FC

## Compétition
Le barème de points servant à établir le classement se décompose ainsi :
- Victoire : 3 points
- Match nul : 1 point
- Défaite : 0 point

### Classement
| Rang | Équipe             | Pts | J  | G  | N | P  | Bp | Bc | Diff |
| ---- | ------------------ | --- | -- | -- | - | -- | -- | -- | ---- |
| 1    | Parham FC          | 57  | 22 | 19 | 0 | 3  | 64 | 20 | +44  |
| 2    | Empire FCT         | 53  | 22 | 17 | 2 | 3  | 70 | 25 | +45  |
| 3    | SAP FC             | 37  | 22 | 11 | 4 | 7  | 38 | 31 | +7   |
| 4    | Villa Lions FC     | 36  | 22 | 12 | 0 | 10 | 39 | 41 | -2   |
| 5    | Hoppers FCP        | 34  | 22 | 10 | 4 | 8  | 45 | 30 | +15  |
| 6    | English Harbour FC | 34  | 22 | 10 | 4 | 8  | 44 | 32 | +12  |
| 7    | Freemansville FCP  | 32  | 22 | 9  | 5 | 8  | 34 | 24 | +10  |
| 8    | Bassa SC           | 30  | 22 | 8  | 6 | 8  | 30 | 41 | -11  |
| 9    | Future Stars FC    | 27  | 22 | 8  | 3 | 11 | 35 | 39 | -4   |
| 10   | Old Road FC        | 20  | 22 | 6  | 2 | 14 | 34 | 51 | -17  |
| 11   | Bullets FC         | 15  | 22 | 4  | 3 | 15 | 23 | 57 | -34  |
| 12   | Jennings United FC | 3   | 22 | 0  | 3 | 19 | 19 | 76 | -57  |

|  | Champion d'Antigua-et-Barbuda 2001-2002         |
|  | Relégation directe en First Division            |
|  | T : Tenant du titre P : Promu de First Division |

## Bilan de la saison
| Championnat d'Antigua-et-Barbuda de football 2001-2002 |                      |
| Champion                                               | Parham FC (2e titre) |
| Qualifications continentales                           |                      |
| CFU Club Championship 2002                             | Aucun                |
| Promotions et relégations                              |                      |
| Promus en Premier Division                             | Liberta FC           |
| Promus en Premier Division                             | Lion Hill Spliff FC  |
| Relégués en First Division                             | Future Stars FC      |
| Relégués en First Division                             | Old Road FC          |
| Relégués en First Division                             | Bullets FC           |
| Relégués en First Division                             | Jennings United FC   |